# Colors of time
『Colors of Time』（カラーズ オブ タイム）は、2016年9月28日に発売された河村隆一10作目のオリジナル・アルバム。規格品番：HQCD+DVD（初回盤・AVCD-93475/B）HQCD（通常盤・AVCD-93476）。

## 概要
1年ぶりの新作。2009年後半から所属したエイベックスからの最後のアルバム。

## 収録曲

### CD
1. God's gift to man
2. Longing for
3. あなたの花
4. August
5. Guitar Riff
6. raindrop
7. a butterfly
8. Colors of time
9. line of flight
10. oneself

### DVD
1. Longing for（Music Video）
2. 「Colors of time」Making Movie